# 穆萊布林冰川
穆萊布林冰川（英語：Mulebreen Glacier）是南極洲的冰川，位於肯普地，寬11公里，最終注入史蒂芬森灣，由挪威製圖師根據探險隊拍攝的空中照片繪入地圖，現時由南極條約體系管理。